# Dönmez
Dönmez ist ein türkischer männlicher Vorname und Familienname.

## Namensträger
- Ahmet Dönmez (* 19..), türkischer Journalist
- Efgani Dönmez (* 1976), österreichischer Politiker
- Emre Can Dönmez (* 1999), türkischer Fußballspieler
- Fatih Dönmez (* 1965), türkischer Politiker
- Karsu Dönmez (* 1990), niederländisch-türkische Sängerin, Pianistin und Songwriterin
- Şükriye Dönmez (* 1969), deutsche Schauspielerin, Theater- und Kurzfilmregisseurin